# Dwight Yorke
Dwight Yorke, född 3 november 1971 i Canaan på Tobago, är en trinidadisk före detta professionell fotbollsspelare.
När Dwight Yorke var liten råkade han sparka sönder sin familjs TV med en fotboll. Det skulle dröja ett långt tag innan hans fattiga familj skulle kunna köpa en ny. Han sålde krabbor på gatan för att kunna köpa fotbollsskor. Dwight Yorke upptäcktes av Graham Taylor när Aston Villa FC var på turné i Västindien. Han gjorde sin engelska ligadebut den 29 december 1990 mot Manchester United som slutade 1-1. Den 30 september visade Yorke vilken bra fotbollsspelare han var när han gjorde ett hattrick mot Newcastle United, seger med 4-3. I augusti 1998 blev han klar för storklubben Manchester United för 20,8 miljoner pund.
Säsongen 98-99 var Yorkes och Uniteds bästa, då de tog den historiska trippeln med ligaseger, FA-cupen och Champions League. Yorke vann också skytteligan i Premier League den säsongen. Säsongen 2001/2002 fick han knappt någon speltid till förmån för nyförvärvet Ruud van Nistelrooy. Efter den säsongen blev han såld till Blackburn Rovers FC för 2 miljoner pund. Han tillbringade två säsonger i Blackburn, men sommaren 2004 gick han till Birmingham City FC som fri transfer. Tiden i Birmingham blev ingen hit och Yorke spelade ingenting efter januari 2005. Klubben bröt kontraktet med Yorke och den 17 april 2005 blev han klar för Sydney FC i australiensiska A-League. I Bacolet i hans hemland finns en stadion med hans namn, Dwight Yorke Stadium som byggdes inför U-17 VM 2001. Dwight Yorke är nära vän med den kända cricketspelaren Brian Lara. I VM 2006 spelade Yorke och Trinidad och Tobago sin första VM-slutspel.
Yorke var tidigare i ett förhållande med modellen Katie Price och paret har en son tillsammans.

## Meriter
- Landslagsspelare (för Trinidad och Tobago)
- Premier League 1999, 2000, 2001
- FA-cupen 1999
- Champions League 1999
- Interkontinentalcupen 1999
- Skytteligavinnare 1999